# Archipines intricata
Archipines intricata är en skalbaggsart som först beskrevs av Henry Stephen Gorham 1889.  Archipines intricata ingår i släktet Archipines och familjen svampbaggar. Inga underarter finns listade i Catalogue of Life.